# Seznam likov v Dogodivščinah Zvitorepca, Trdonje in Lakotnika
Seznam likov v Dogodivščinah Zvitorepca, Trdonje in Lakotnika striparja Mikija Mustra.

## Pozitivni liki
- Zvitorepec – eden izmed treh glavnih likov, lisjak. Po značaju je precej zvit in prebrisan. Temeljil naj bi prav na Mustru.
- Trdonja – eden izmed treh glavnih likov, želva. Je preračunljiv in moder, pa tudi trmast, kot ga opisuje že ime. Svoje starosti (med 90 in 95 let) ne omenja rad. Po poklicu je detektiv.
- Lakotnik – eden izmed treh glavnih likov, volk. Sprva prikaza kot len in kratkopameten, kasneje pa je postal bolj zanesljiv in premišljen. Je izredno močan in obožuje hrano.
- Aola – hči otoškega poglavarja. Pojavi se v stripu Zmajev otok.
- Brundo – Lakotnikov sosed, medved. Sprva je prikazan kot Zvitorepčev tekmec in sovražnik, to pa se spremeni po tem, ko ga Zvitorepec reši iz ciganskega tabora.
- Čung-Fu – slavni kitajski kuhar v saloonu v ameriškem mestu Lucky Town. Pojavi se v stripu Zelena dolina.
- Dr. Doc – zdravnik v ameriškem mestu Lucky Town. Pojavi se v stripu Zelena dolina.
- Franca – Lakotnikova kobila. Čeprav je na pogled precej šibke postave je izredno močna. Pojavi se v stripih Rdeči kanjon in Obračun.
- Fridolin – Lakotnikov konj. Pojavi se v stripu Šerif.
- Gdč. Suzi – hči rudarja iz kavbojskega mesteca. Pojavi se v stripu Obračun.
- Inšpektor Bear – ameriški policijski inšpektor iz Chicaga, medved. Pojavi se v stripu Chicago.
- Kamenko – lisjak iz prazgodovine, ki je na las podoben Zvitorepcu. Iz imena stripa v katerem se pojavi, Prazvitorepec, je mogoče sklepati, da gre za Zvitorepčevega prednika. Pojavi se v stripu Prazvitorepec.
- Kocina – izkušeni ostareli kavboj. Pojavi se v stripu Prerijska roža.
- Koruznik – jazbec, prebivalec gozda. Pridruži se uporu proti lokalnemu ciganskemu taboru, saj mu je le-ta ukradel hčer.
- Lejla – mlada Arabinja, ki jo ugrabi Debeli Ali, trgovec s sužnji. Njen oče je šejk Omar, ki Zvitorepca in Trdonjo bogato obdari po tem, ko rešita njegovo hčer. Pojavi se v stripu V Afriko.
- Ostro Oko – sin indijanskega poglavarja, izvrsten opazovalec in strelec. Pojavi se v stripu Obračun.
- Princesa Klotilda – grofova hči in ljubezen Trdonjinega prednika Heriberta. Pojavi se v stripu Vitez ropar.
- Princesa Marjetica – grofova najmlajša hči. Pojavi se v stripu Turki turki!.
- Sigismund - Žiga – deževnik, Trdonjin prijatelj. Trojici pomaga ujeti Joža Gulikoža. Pojavi se v stripu Krvavi kapitan.
- Skalica – Kamenkova zaročenka, ki Zvitorepca zamenja za Kamenka. Pojavi se v stripu Prazvitorepec.
- Urh – lakotnikov vol. Sprva je bil namenjen za raženj, to pa se spremeni, ko s svojim glasnim tuljenjem reši trojico. Pojavi se v stripu Turki turki!.
- Vampež – Lakotnikov bratranec in dvojnik. Med Trdonjino misijo v Chicagu vskoči kot zamenjava za Lakotnika, ki se pomeša med gangsterje. Pojavi se v stripu Chicago.
- Vitez ropar Heribert – roparski vitez in Trdonjin dedek. Trdonji je večkrat pripovedoval o svoji nesrečni ljubezni s princeso Klotildo. Pojavi se v stripu Vitez ropar.

## Nevtralni liki
- Abdul – turek, ki postane grajski služabnik. Zaradi odrezanega jezika je nem. Pojavi se v stripu Na grmado.
- Atlas – lažni telovadec v potujočem zabavišču. Pojavi se v stripu Šampijon.
- Beli Bivol – poglavar indijanskega plemena Mokasinov. Kot odkupnino za svojo hči Prerijsko Rožo ujame Zvitorepca in Kocino. Pojavi se v stripu Prerijska Roža.
- Omar – evnuh Velikega Paše. Pojavi se v stripu Vitez ropar.
- John Segasit – ameriški bogataš, ki Jožo Gulikožo in njegove pirate najame za posadko svoje ladje. Njegov priimek je izpeljana iz besed "vsega sit". Pojavi se v stripu Krvavi kapitan.
- Policist Lojze – eden izmed policistov na policijskem pomolu. Pojavi se v stripu Krvavi kapitan.
- Prerijska Roža – hči indijanskega poglavarja Belega Bivola, ki se zaljubi v Trdonjo. Pojavi se v stripu Prerijska roža.
- Princesa Klotilda – grofova najstarejša hči. Skupaj z mlajšo sestro Brunhildo se skuša znebiti svoje najmlajše sestre Marjetice. Pojavi se v stripu Turki turki!.
- Šejk Omar – bogat arabski šejk. Njegov harem obsega trideset žena, medtem ko je v njegovi vasi povprečno število žena na moža deset. Je zelo časten človek in ne sprejme zavrnitve. Pojavi se v stripu V Afriko.
- Vitez Strahomir – izredno plašen vitez. Pred vstopom v prostor naprej vedno pošlje služabnika, da mu ta pove, ali je varno vstopiti. Pojavi se v stripu Na grmado.
- Žejni Lisjak – indijanski poglavar. Zasvojenost z alkoholom ga stane življenja in njegovih mož po tem, ko mu kavboji namesto soda pijače prodajo sod smodnika. Pojavi se v stripu Rdeči kanjon.

## Negativni liki
- Joža Gulikoža – žaba, zloglasen piratski kapitan. Vedno stoji za hudimi posli, samooklical pa se je tudi za kralja Chicaga in kralja vseh otokov. Vedno ga obkroža število oboroženih pomočnikov. Kljub temu, da je večkrat aretiran mu vedno uspe pobegniti.
- Bradač – Eden izmed Gulikožinih pajdašev. Pojavi se v stripu Zmajev otok.
- Črni Gajus – starorimski veljak in poveljnik. Znan je po svoji krutosti do sužnjev in po tem, da je nepremagljiv za obloženo mizo. Pojavi se v stripu Gladiator.
- Črni Kavboj – zloglasni ropar in Zvitorepčev dvojnik. Na račun podobnosti z Zvitorepcem mu uspe izvesti veliko potegavščino. Pojavi se v stripu Črni kavboj.
- Enonogi – eden izmed Gulikožinih pajdašev. Pojavi se v vseh stripih v katerih nastopa Gulikoža. Prvotno je prikazan kot nekakšen opičnjak, kasneje pa kot človek.
- Gorila Joe – močan kvartopirec z visokim temperamentom iz ameriškega mesta Lucky Town. Lakotnik je edina oseba, ki ga je kdaj premagala v borbi. Pojavi se v stripu Zelena dolina.
- Hitri Vili – lastnik zelene pokrajine ob Zeleni dolini. Po tem, ko si je od kvartopirca Poker Petra priigral puščavo, je izvir, ki je tekel skozi Zeleno dolino preusmeril tako, da je tekel skozi njegovo puščavo. Ta je kmalu ozelenela, Zelena dolina pa se je izsušila. Pojavi se v stripu Zelena dolina.
- Krvavi Skalp – indijanec in eden izmed kavbojev, ki so Žejnemu Lisjaku prodali sod smodnika. Pojavi se v stripu Rdeči kanjon.
- Mačeta Pedro – eden izmed kavbojev, ki so Žejnemu Lisjaku prodali sod smodnika. Pojavi se v stripu Rdeči kanjon.
- Mrhovinar – eden izmed kavbojev, ki so Žejnemu Lisjaku prodali sod smodnika. Pojavi se v stripu Rdeči kanjon.
- Murat Aga – turški poglavar. S svojo vojsko oblega grofov grad z namenom, da mu graščak izroči svojo najmlajšo hčer Marjetico. Pojavi se v stripu Turki turki!.
- Omara – eden izmed kavbojev, ki so Žejnemu Lisjaku prodali sod smodnika. Pojavi se v stripu Rdeči kanjon.
- Poker Pepe – vodja kavbojev, ki so Žejnemu Lisjaku prodali sod smodnika. Je zelo zvit in rad tvega. Njegovo vodilo je „Kdor ne tvega ne dobi!“. Pojavi se v stripu Rdeči kanjon.
- Poker Peter – kvartopirec iz ameriškega mesta Lucky Town. Tako kot trinajstim prejšnjim strankam, Lakotniku proda Zeleno dolino. Pojavi se v stripu Zelena dolina.
- Princesa Brunhilda – grofova srednja hči. Skupaj s starejšo sestro Klotildo se skuša znebiti svoje mlajše sestre Marjetice. Murat Aga jo po pomoti ugrabi. Pojavi se v stripu Turki turki!.
- Rozamunda - Suzi – kuharica indijanskega plemena v Rdečem kanjonu. Poleg Zvitorepca in Trdonje je edina, ki ve za Lakotnikovo prevaro. Slednji se namreč izdaja za Prerijsko Rožo, poglavarico plemena. Pojavi se v stripu Rdeči kanjon.
- Velika Noga – Poglavar plemena, ki ugrabi Prerijsko Rožo, hčer poglavarja plemena Mokasinov. Pojavi se v stripu Prerijska roža.
- Veliki Bizon – Poglavar Mokasinov. Svoje pleme vodi proti plemenu Velikih nog, člani katerega po pomoti postanejo Zvitorepec, Trdonja in Lakotnik. Pojavi se v stripu Velika noga.
- Veliko Stopalo – poglavar plemena Velikih nog po borbi z Lakotnikom izgubi poglavarski položaj. Pojavi se v stripu Velika noga.
- Vitez Malhar – okrutni vitez, ki ugrabi grofovo hčer. Proti njemu se bojuje Trdonja. Pojavi se v stripu Trubadurji.